# Рибацьке (Сахалінська область)
Рибацьке (рос. Рыбацкое) — село у Анівському міському окрузі Сахалінської області Російської Федерації.
Населення становить 278 осіб (2013).

## Історія
З 1905 по 3 вересня 1945 року у складі губернаторства Карафуто Японії, відтак у складі Анівського міського округу Сахалінської області.

## Населення
| 1925 | 1935 | 2002 | 2010 | 2013 |
| ---- | ---- | ---- | ---- | ---- |
| 839  | ↘680 | ↘247 | ↗248 | ↗278 |